# Zagrebački Glavni kolodvor
Zagrebački Glavni kolodvor (službeno: Zagreb Glavni kolodvor) najveći je željeznički kolodvor u Hrvatskoj. Nalazi se u središtu Zagreba, na Trgu kralja Tomislava 12.

## Povijest
Gradnja zgrade Glavnog kolodvora počela je 1890., a objekt je svečano otvoren 18. kolovoza 1892.  pod imenom Državni kolodvor. Projekt za zgradu izradio je arhitekt Državnih ugarskih željeznica Ferenc Pfaff. Zgrada Glavnog kolodvora registrirana je kao kulturno dobro.
Veća rekonstrukcija izvedena je za Univerzijadu (1986./87.), te ponovo 2006. godine. Zgrada je oblikovana u neoklasicističkom stilu, te je ukrašena skulpturama i dekoracijama. Dugačka je 186,5 metara. Glavni kolodvor u Zagrebu zaštićeno je kulturno dobro Republike Hrvatske.
1974. godine dogodila se teška željeznička nesreća, koja se smatra jednom od najvećih željezničkih nesreća u Hrvatskoj.
Prigodom pastirskog pohoda Ivana Pavla II. Hrvatskoj 1994., na kolodvoru je otvorena kapelica.

## Pruge
- Prema zapadu: Željeznička pruga DG – Savski Marof – Zagreb Glavni kolodvor
- Prema istoku: Željeznička pruga Zagreb Glavni kolodvor – Dugo Selo
- Prema jugoistoku: Željeznička pruga Zagreb Glavni kolodvor – Sisak – Novska
- Prema jugu: Željeznička pruga Zagreb Glavni kolodvor – Rijeka

## Putnički promet
Zagreb je povezan mnogim međunarodnim dnevnim i noćnim linijama. Linije su dostupne u smjeru Münchena, Beča, Budimpešte, Beograda i Züricha.

### Domaće linije
Hrvatske Željeznice nude izravne domaće veze sa Splitom, Rijekom, Osijekom, Vinkovcima te Slavonskim Brodom.
Od 2005. godine voze nagibni vlakovi ICN na relaciji do Splita. To skraćuje vrijeme putovanja do Splita s devet na šest sati.

### Međunarodne linije
- EC 158/159 CROATIA: Zagreb – Beč Hbf (preko Maribora)
- 200/201 AGRAM: Zagreb – Budimpešta Déli (preko Koprivnice)
- 204/205 GRADEC: Zagreb – Budimpešta Déli (preko Koprivnice)
- 210/211 SAVA: Villach – Zagreb – Vinkovci
- EC 212/213 MIMARA: Zagreb – Villach (– Frankfurt na Majni)
- 412/413 NIKOLA TESLA: Zagreb – Beograd
- IC 310/311: Zagreb – Villach
- 414/415: Beograd – Zagreb – Schwarzach im Pongau (- Zürich HB)
- EN 498/499 LISINSKI: Zagreb – München

Osim toga, drugi brzi vlakovi tijekom dana i noći voze prema susjednim državama.

### Gradski prijevoz
Neposredno ispred glavnog željezničkog kolodvora postoji stajalište zagrebačkih tramvajskih linija 2, 4, 6, 9 i 13. Njima upravlja Zagrebački električni tramvaj (ZET). S linijama 2 i 6 može se doći do autobusnog kolodvora koji je udaljen tri stanice i s kojeg mnogi autobusi putuju u veće i manje gradove u Hrvatskoj i susjednim državama.

## Usluge
Zagreb Glavni kolodvor otvoren je za promet putnika, prijem i otprema putnika i prijevoz vagonskih pošiljaka.
Sporedne djelatnosti Glavnog kolodvora su: služba garderobe, rezervacija mjesta u vlakovima, informacije, mjenjačnica novca, restauracija, reklame i propaganda, služba nađenih stvari, prijevoz automobila vlakom.